# 圣母领报共同主教座堂 (托迪)

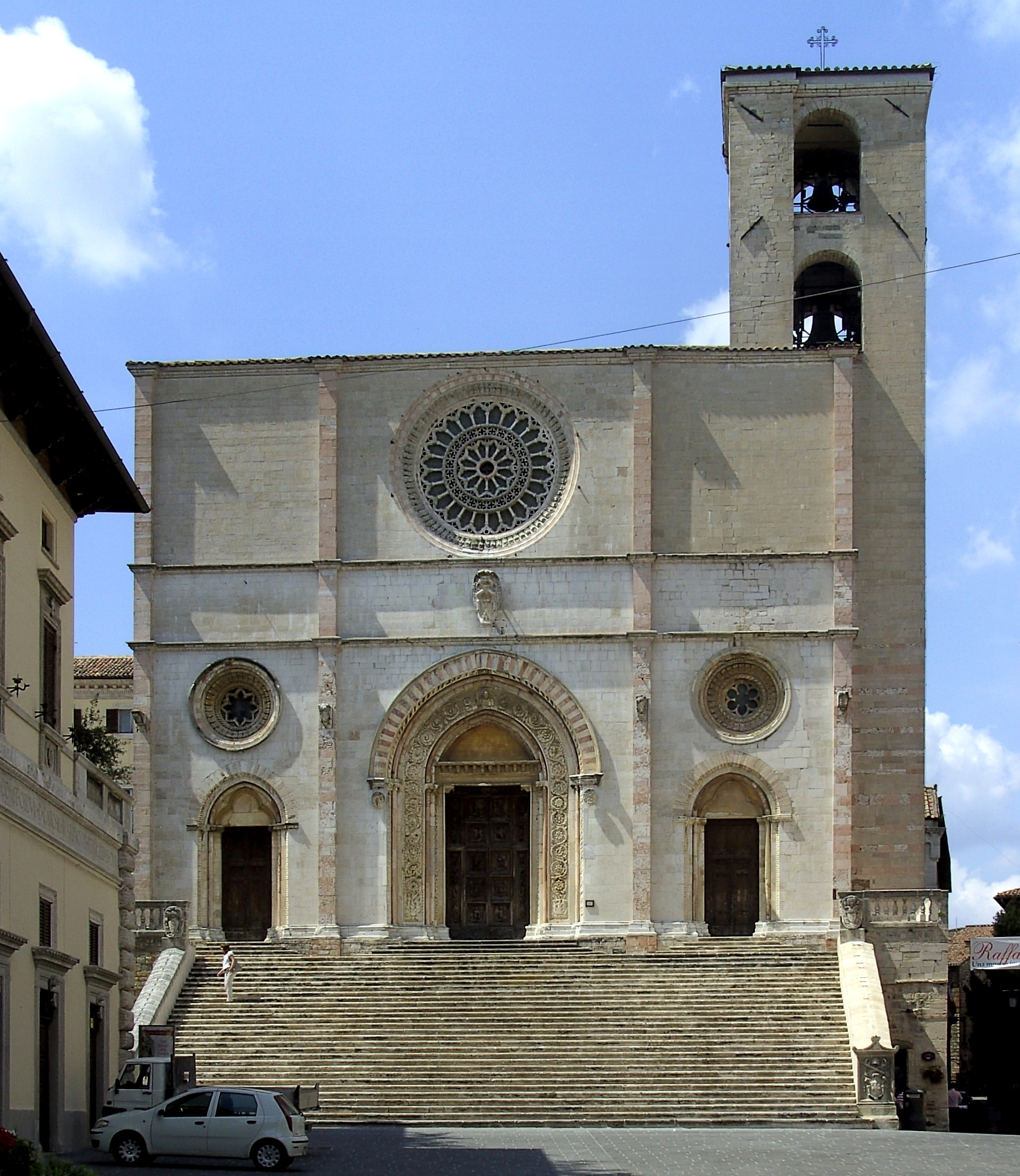
立面

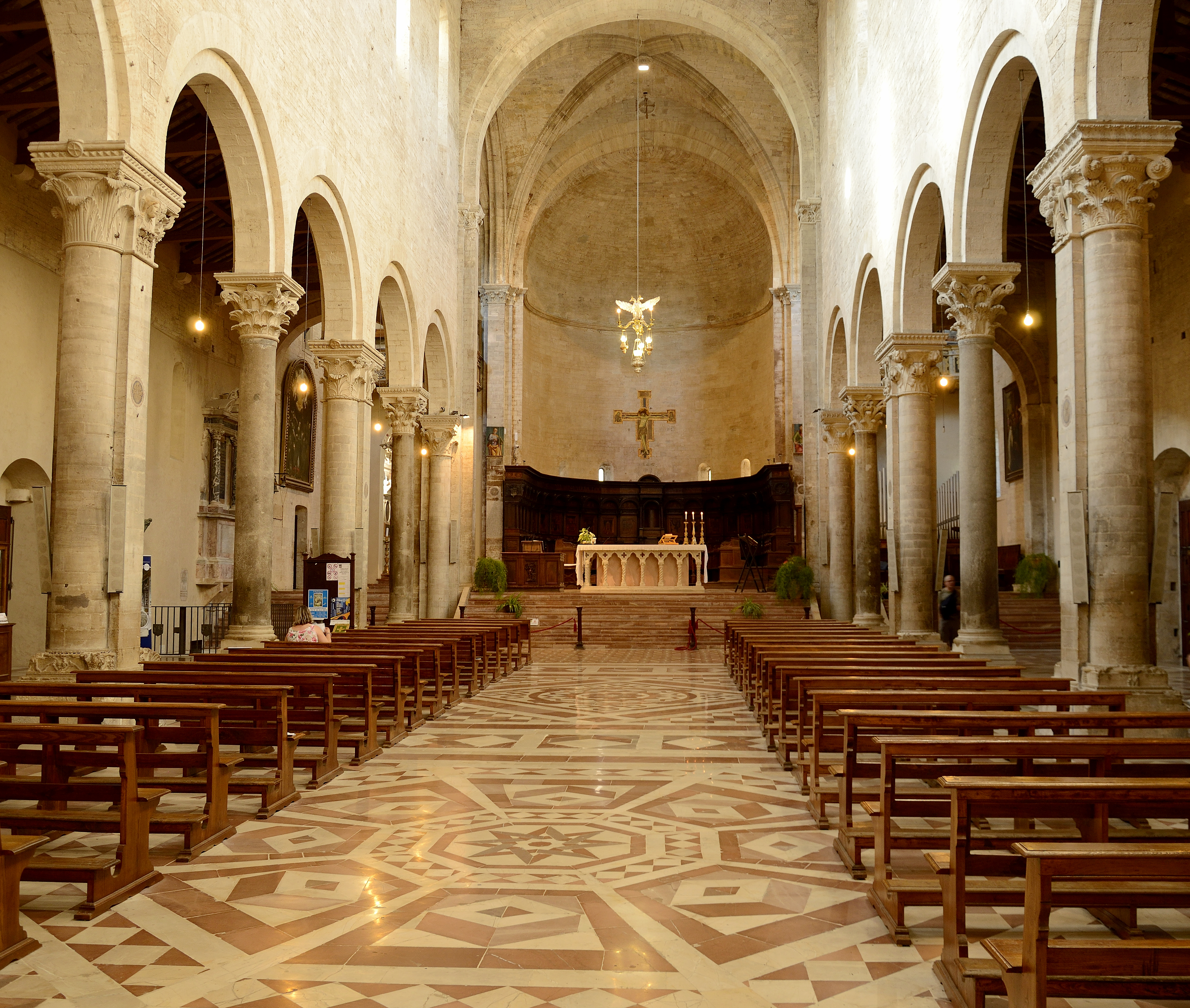
内部

42°46′59″N 12°24′22″E / 42.78306°N 12.40611°E
圣母领报共同主教座堂（義大利語：Concattedrale della Santissima Annunziata）是天主教奥尔维耶托-托迪教区的共同主教座堂，位于意大利翁布里亚大区佩鲁贾省托迪市中心的人民广场。

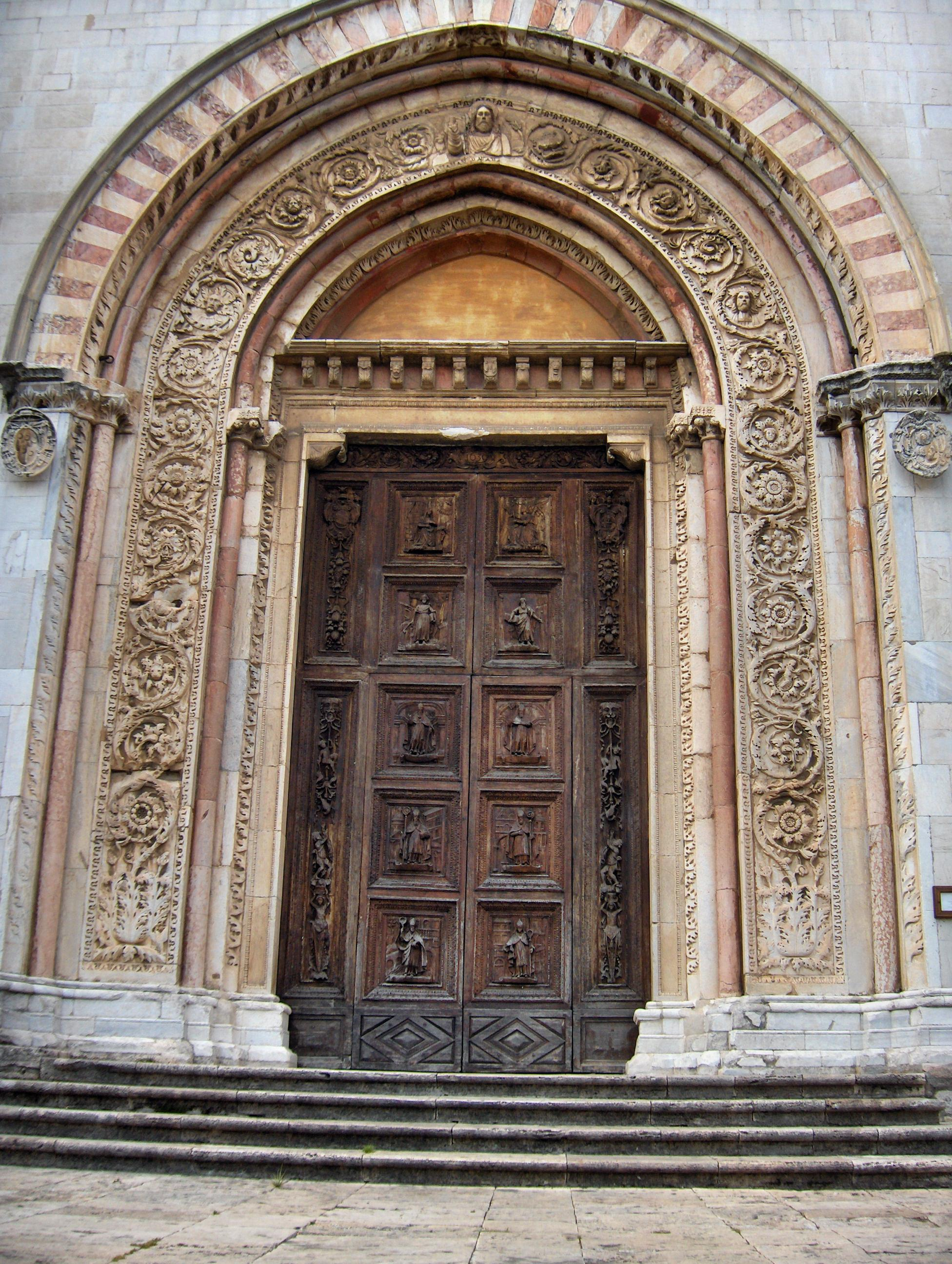
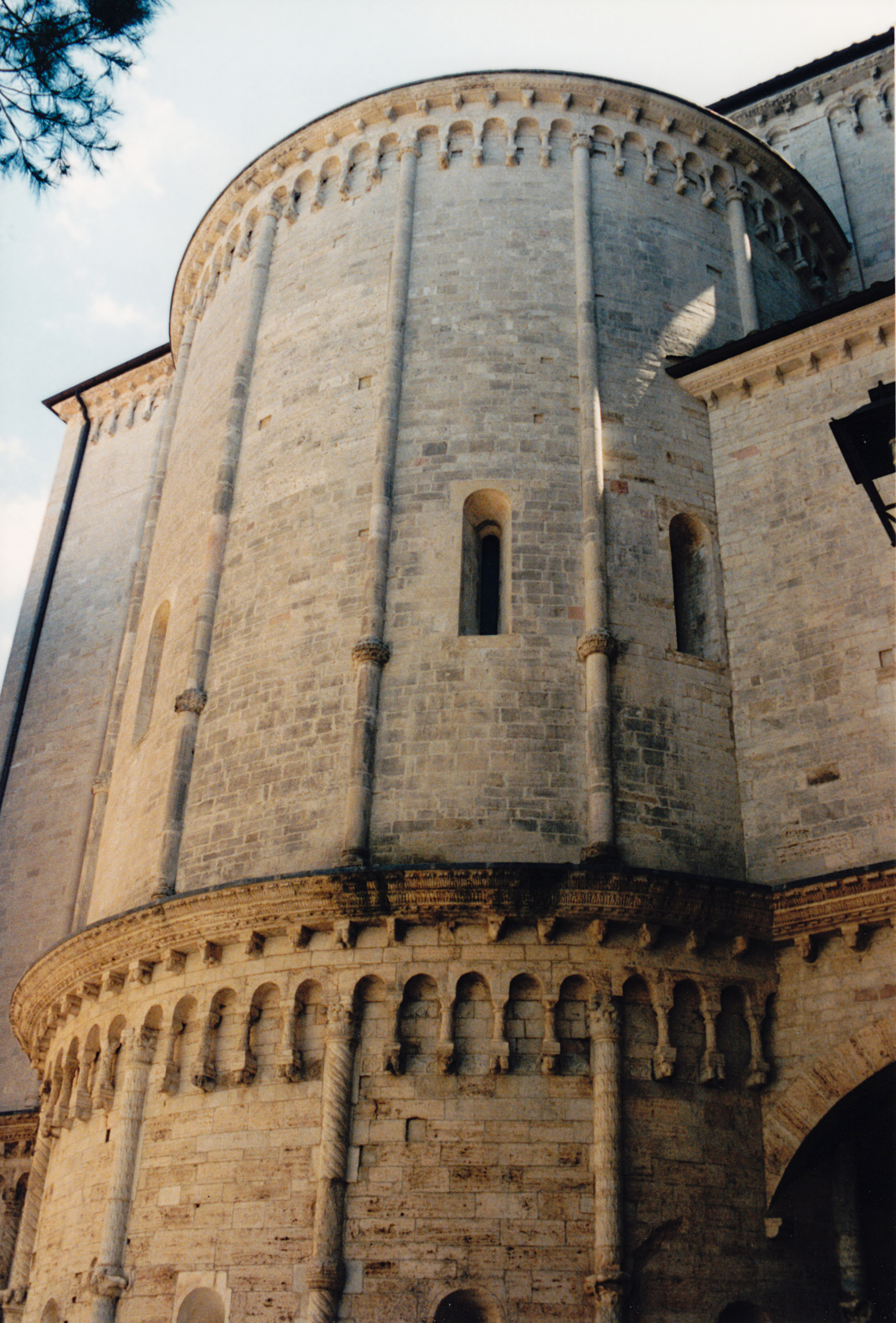
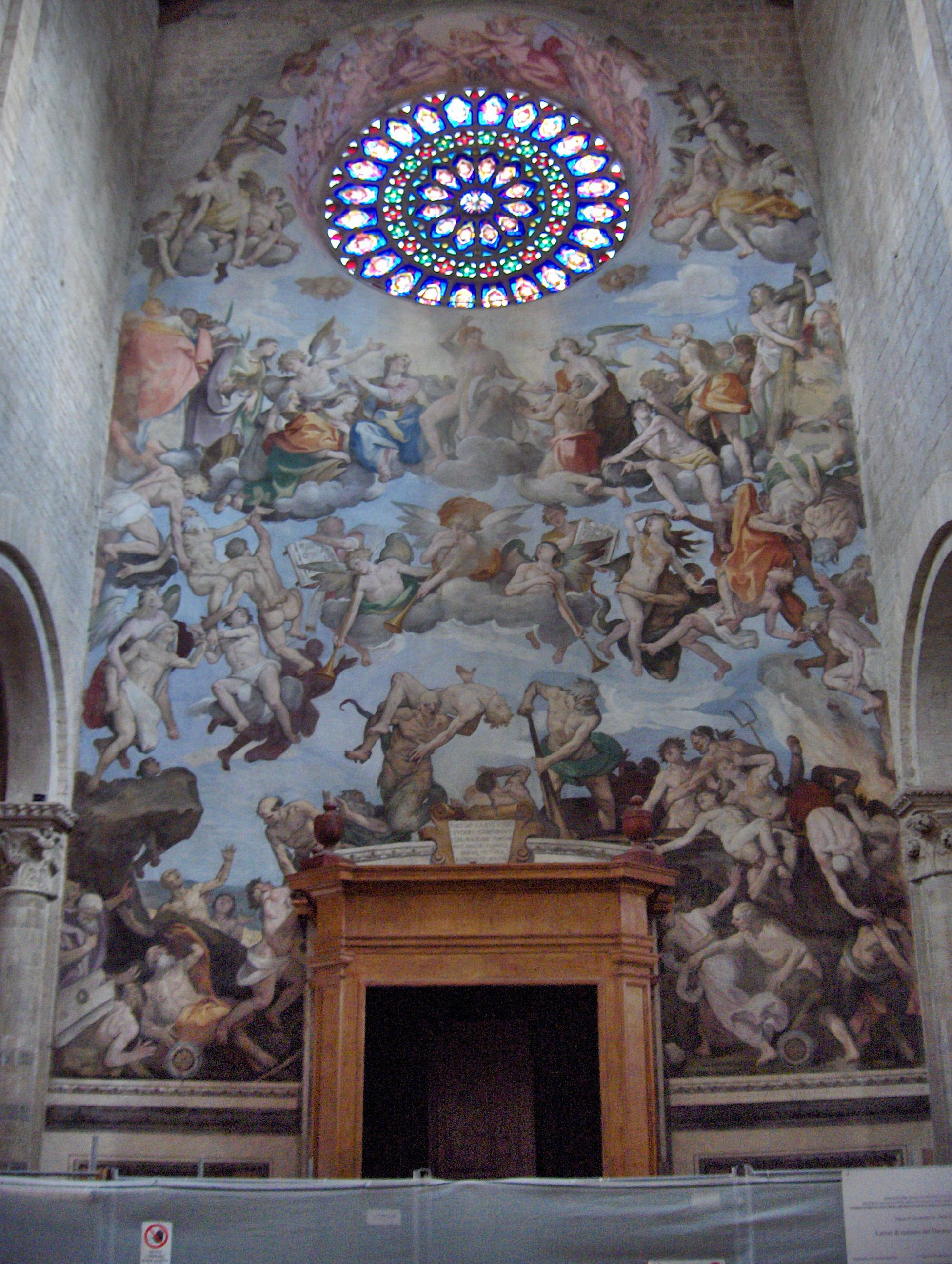
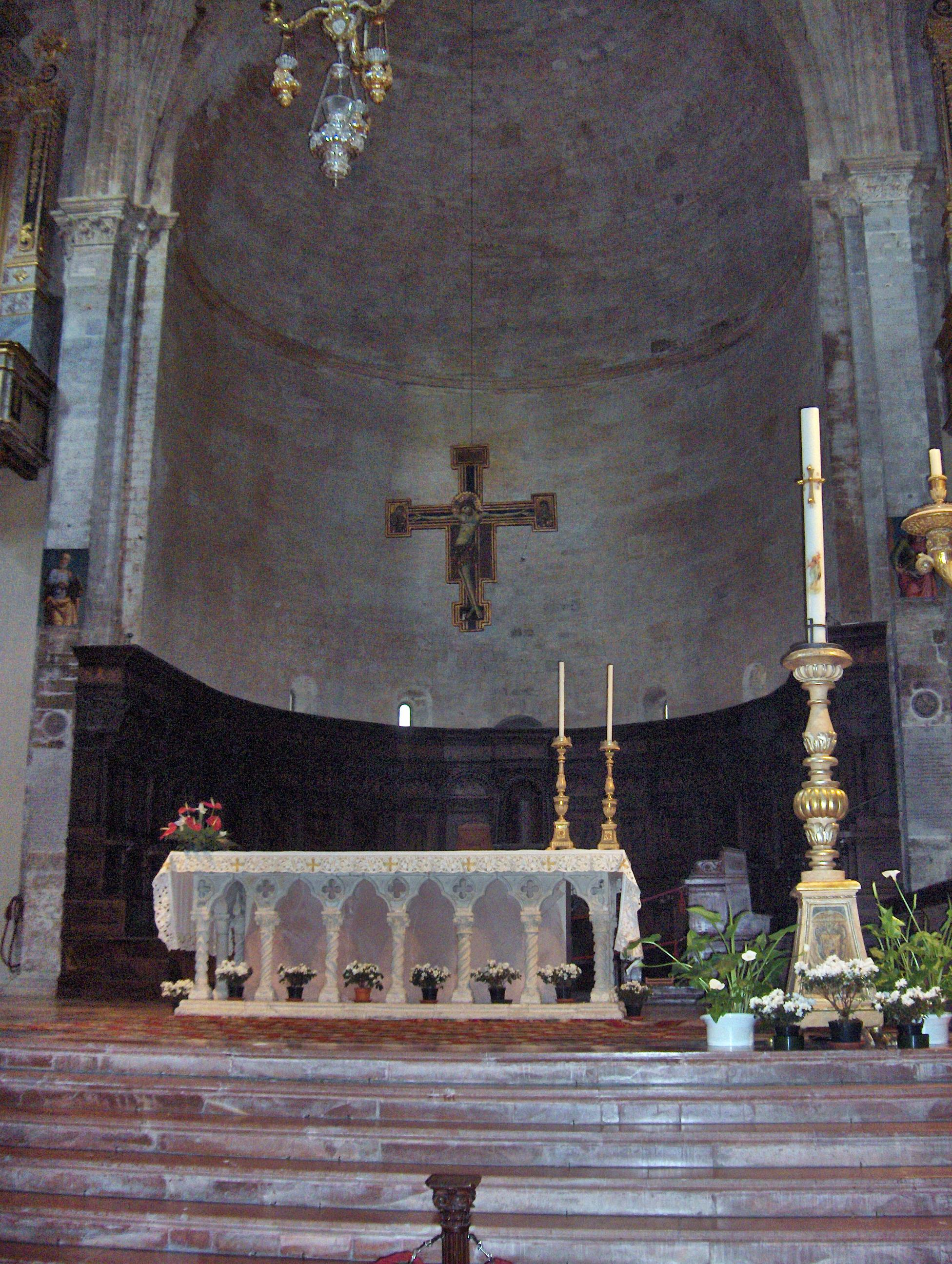

该堂建于12-14世纪，罗曼式建筑。